# Willie Collum
William „Willie” Collum (ur. 18 stycznia 1979 w Glasgow) – szkocki sędzia piłkarski. Należy do FIFA od 2006 roku i do najwyższej kategorii sędziowskiej UEFA – „Elite Group” od lipca 2012 roku.
Został on wybrany na jednego z dwunastu oficjalnych sędziów Euro 2016.